# Опасання

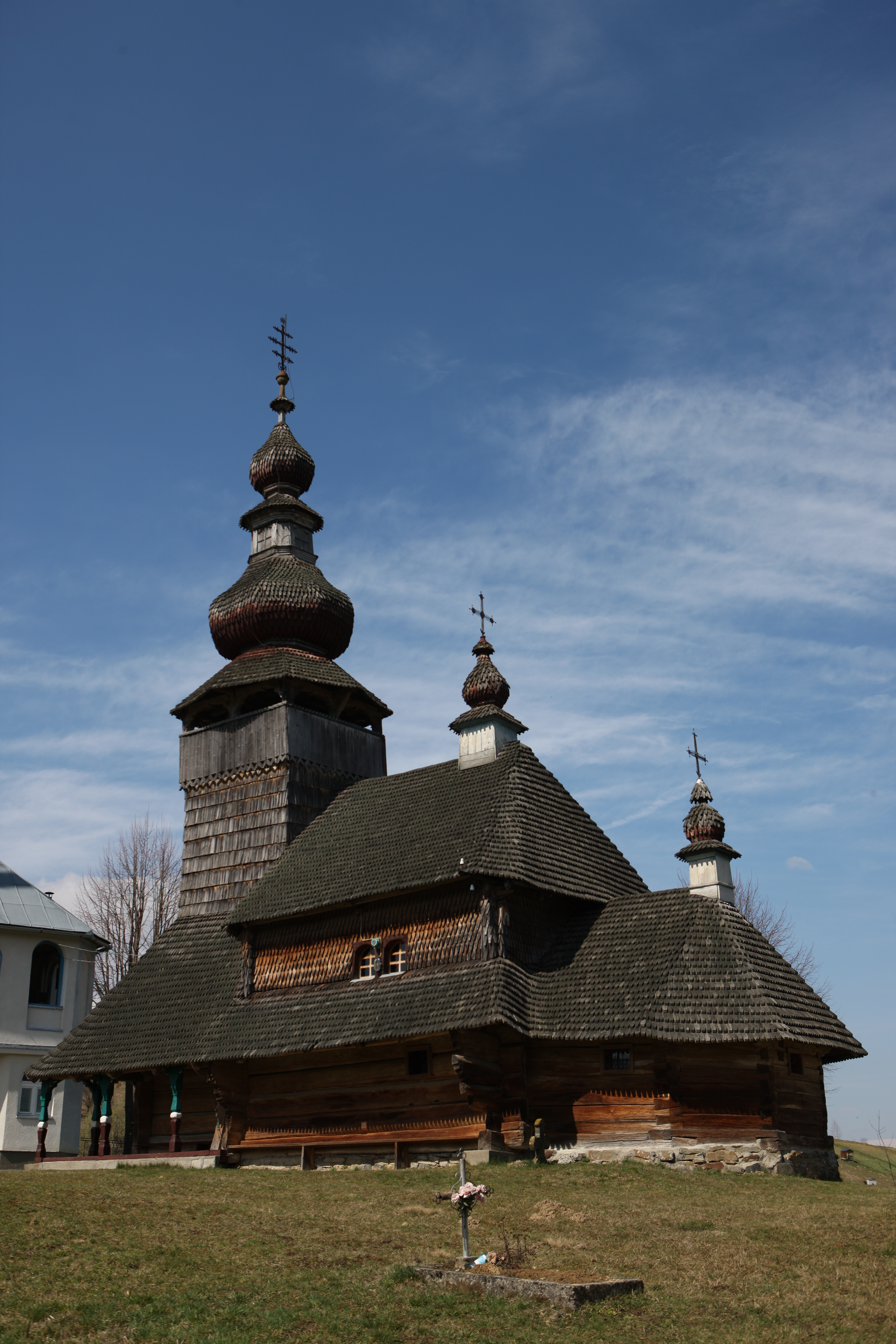
Опасання на Свято-Миколаївській церкві м. Свалява

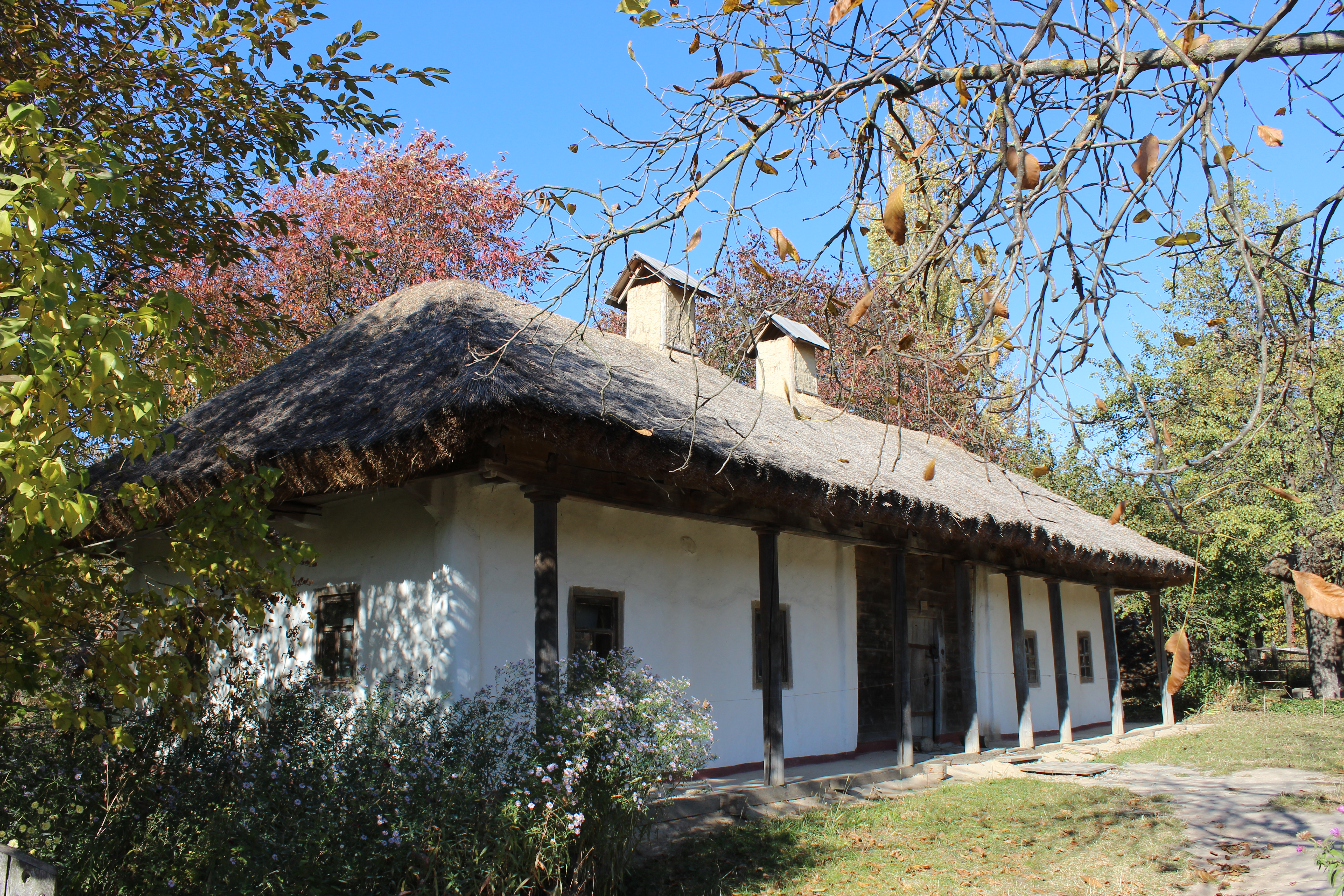
Опасання хати з села Лелюхівка

Опаса́ння — дерев'яна низенька суцільна крита галерея навколо церкви, обмежена з одного боку підпорами, створена виносом даху на простих або різьблених кронштейнах. У низці храмів опасання влаштовували кількома горизонтальними рядами, підкреслюючи ярусність загальної композиції споруди.
Опасання, що оточували будівлю з трьох боків (крім сходу), були характерною рисою багатьох храмів, і збереглися в українському дерев'яному будівництві й донині. Храмам опасання надає оригінального характеру. Було невід'ємною рисою галицьких трьохкупольних церков з тією тільки різницею, що там опасання тримається не на стовпчиках чи дерев'яних арках, які нагадують муровані, а на виступах зрубу на кутах, що ступнево скорочується. В таких випадках опасання виходить висне, що надає цим церквам ще більшої подібності з буддистськими храмами.